# 모라비아 형제회

모라비아 교회

모라비아 형제회(체코어: Moravští bratři, 독일어: Herrnhuter Brüdergemeine)는 18세기 보헤미아에서 등장한 복음주의자들이다. 18세기 경건주의 운동의 영향을 받았다.

## 역사
보헤미아에서 살던 모라비안들은 1722년에 로마 가톨릭 교회의 개신교 탄압을 피해, 독일의 드레스덴의 니콜라우스 진젠도르프 백작의 영지로 이주하였다. 3년뒤에는 1백명이나 되는 신도들이 영지로 이주했는데, 진젠도르프 백작 자신도 모라비안들과 기도회를 가질 정도로 모라비안의 경건주의 운동에 적극적인 참여를 하였다. 복음주의자들인 모라비안은 남아프리카공화국, 청 제국, 페르시아, 북극 등에서 활발한 해외선교를 벌였고, 존 웨슬리의 감리교 창시에도 영향을 준 것으로 알려져 있다. 또한 유가공품 제조등의 노동을 통해 그리스도인의 직업윤리를 실천하였다.